# NGC 1095
NGC 1095 is een balkspiraalstelsel in het sterrenbeeld Walvis. Het hemelobject werd op 11 december 1876 ontdekt door de Franse astronoom Édouard Jean-Marie Stephan.

## Synoniemen
- PGC 10566
- UGC 2264
- MCG 1-8-1
- ZWG 415.8
- IRAS02450+0425